# Kuluncak (district)
Kuluncak is een Turks district in de provincie Malatya en telt 9.099 inwoners (2007). Het district heeft een oppervlakte van 681,2 km². Hoofdplaats is Kuluncak.
De bevolkingsontwikkeling van het district is weergegeven in onderstaande tabel.
| 1997   | 2000   | 2007  |
| ------ | ------ | ----- |
| 16.858 | 20.882 | 9.099 |